# Kelly Holmes
Kelly Holmes, angleška atletinja, * 19. april 1970, Pembury, Kent, Anglija, Združeno kraljestvo.
Kelly Holmes je nastopila na poletnih olimpijskih igrah v letih 1996 v Atlanti, 2000 v Sydneyju in 2004 v Atenah. Največji uspeh je dosegla na svojih zadnjih igrah leta 2004, ko je osvojila naslova olimpijske prvakinje v teku na 800 m in 1500 m, na igrah leta 2000 pa je osvojila bronasto medaljo v teku na 800 m. Na svetovnih prvenstvih je osvojila naslova podprvakinje v letih 1995 na 1500 m in 2003 na 800 m, leta 1995 je osvojila še bronasto medaljo na 800 m. Na svetovnem dvoranskem prvenstvu leta 2003 je osvojila naslov podprvakinje na 1500 m, v tej disciplini je na evropskih prvenstvih osvojila še naslov podprvakinje leta 1994, na 800 m pa bronasto medaljo leta 2002.